# La Sauzière-Saint-Jean
Pour les articles homonymes, voir Saint-Jean.
La Sauzière-Saint-Jean est une commune française située dans le nord-ouest du département du Tarn, en région Occitanie. Sur le plan historique et culturel, la commune est dans le Pays Montalbanais, correspondant à la partie méridionale du Quercy.
Exposée à un climat océanique altéré, elle est drainée par le Tescou, le Tescounet, le Montouyre et par divers autres petits cours d'eau. La commune possède un patrimoine naturel remarquable composé d'une zone naturelle d'intérêt écologique, faunistique et floristique.
La Sauzière-Saint-Jean est une commune rurale qui compte 257 habitants en 2022, après avoir connu un pic de population de 789 habitants en 1846.  Ses habitants sont appelés les Sauzierains ou  Sauzieraines.

## Géographie

### Localisation
Commune située entre Gaillac et Montauban. Elle est limitrophe du département de Tarn-et-Garonne.

### Communes limitrophes
Les communes limitrophes sont  Monclar-de-Quercy, Montdurausse, Montgaillard, Puycelsi, Saint-Urcisse et Salvagnac.
| Monclar-de-Quercy (Tarn-et-Garonne) |                        | Puycelsi  |
| Montdurausse                        | La Sauzière-Saint-Jean |           |
| Saint-Urcisse                       | Montgaillard           | Salvagnac |

### Hydrographie

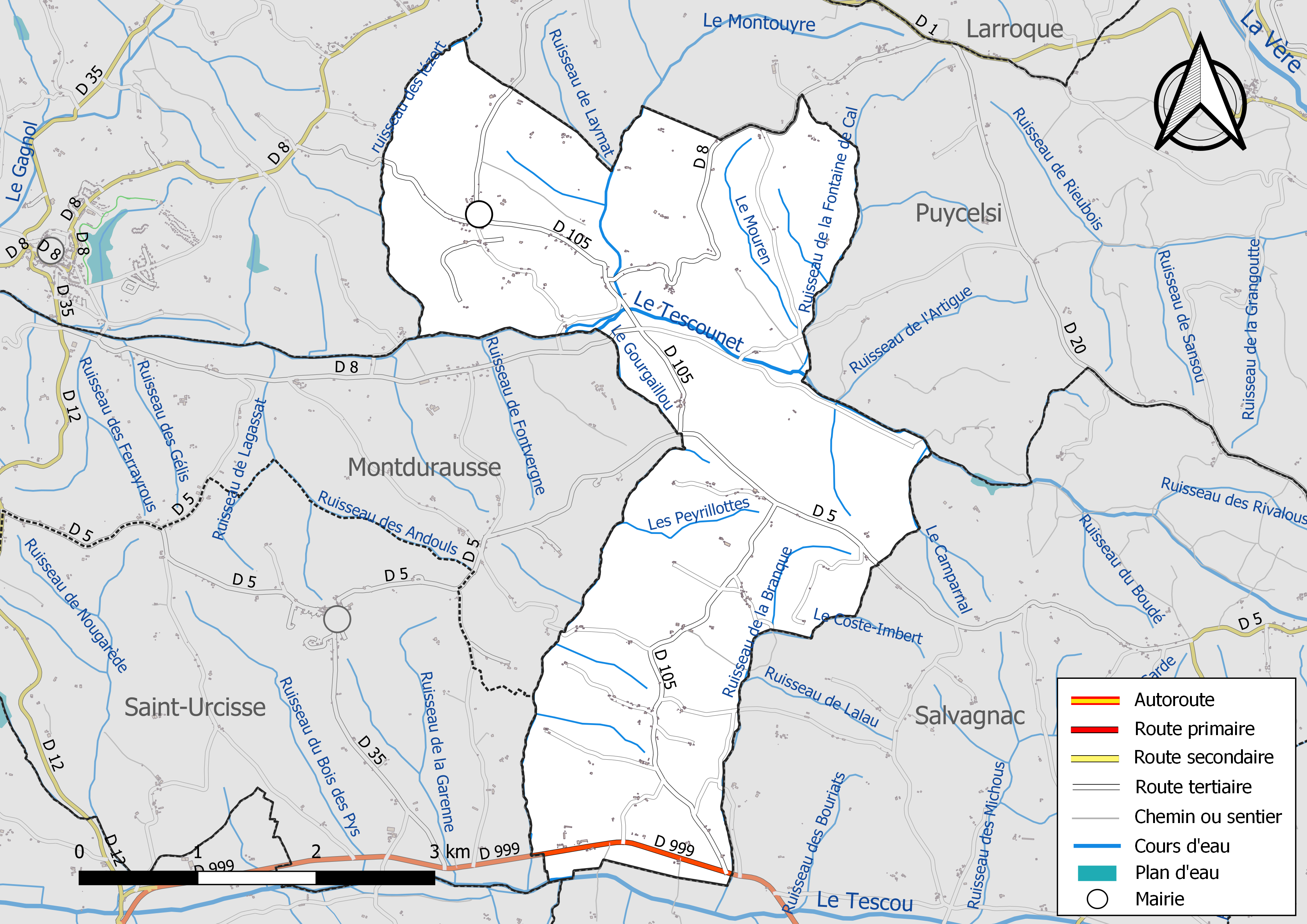
Réseaux hydrographique et routier de Sauzière-Saint-Jean.

La commune est dans le bassin de la Garonne, au sein du bassin hydrographique Adour-Garonne. Elle est drainée par le Tescou, le Tescounet, le Montouyre, le Camparnal, le Coste-Imbert, le Gourgaillou, le Mouren, Les Peyrillottes, le ruisseau de la Branque, le ruisseau de la Fontaine de Cal, le ruisseau de Lalau, le ruisseau de l'Artigue, le ruisseau de Laymat, le ruisseau des lézert, et par divers petits cours d'eau, qui constituent un réseau hydrographique de 22 km de longueur totale,.
Le Tescou, d'une longueur totale de 48,8 km, prend sa source dans la commune de Castelnau-de-Montmiral et s'écoule d'est en ouest. Il traverse la commune et se jette dans le Tarn à Montauban, après avoir traversé 13 communes.
Le Tescounet, d'une longueur totale de 21,7 km, prend sa source dans la commune de Salvagnac et s'écoule d'est en ouest. Il traverse la commune et se jette dans le Tescou à Saint-Nauphary, après avoir traversé 8 communes.

### Climat
Pour des articles plus généraux, voir Climat de l'Occitanie et Climat du Tarn.
En 2010, le climat de la commune est de type climat du Bassin du Sud-Ouest, selon une étude du Centre national de la recherche scientifique s'appuyant sur une série de données couvrant la période 1971-2000. En 2020, Météo-France publie une typologie des climats de la France métropolitaine dans laquelle la commune est exposée à un climat océanique altéré et est dans la région climatique Aquitaine, Gascogne, caractérisée par une pluviométrie abondante au printemps, modérée en automne, un faible ensoleillement au printemps, un été chaud (19,5 °C), des vents faibles, des brouillards fréquents en automne et en hiver et des orages fréquents en été (15 à 20 jours).
Pour la période 1971-2000, la température annuelle moyenne est de 13,1 °C, avec une amplitude thermique annuelle de 15,9 °C. Le cumul annuel moyen de précipitations est de 782 mm, avec 10 jours de précipitations en janvier et 5,6 jours en juillet. Pour la période 1991-2020, la température moyenne annuelle observée sur la station météorologique de Météo-France la plus proche, « Puycelsi », sur la commune de Puycelsi à 7 km à vol d'oiseau, est de 13,2 °C et le cumul annuel moyen de précipitations est de 740,4 mm. 
La température maximale relevée sur cette station est de 41,9 °C, atteinte le 24 août 2023 ; la température minimale est de −11,7 °C, atteinte le 8 février 2012,,.
Les paramètres climatiques de la commune ont été estimés pour le milieu du siècle (2041-2070) selon différents scénarios d'émission de gaz à effet de serre à partir des nouvelles projections climatiques de référence DRIAS-2020. Ils sont consultables sur un site dédié publié par Météo-France en novembre 2022.

### Milieux naturels et biodiversité

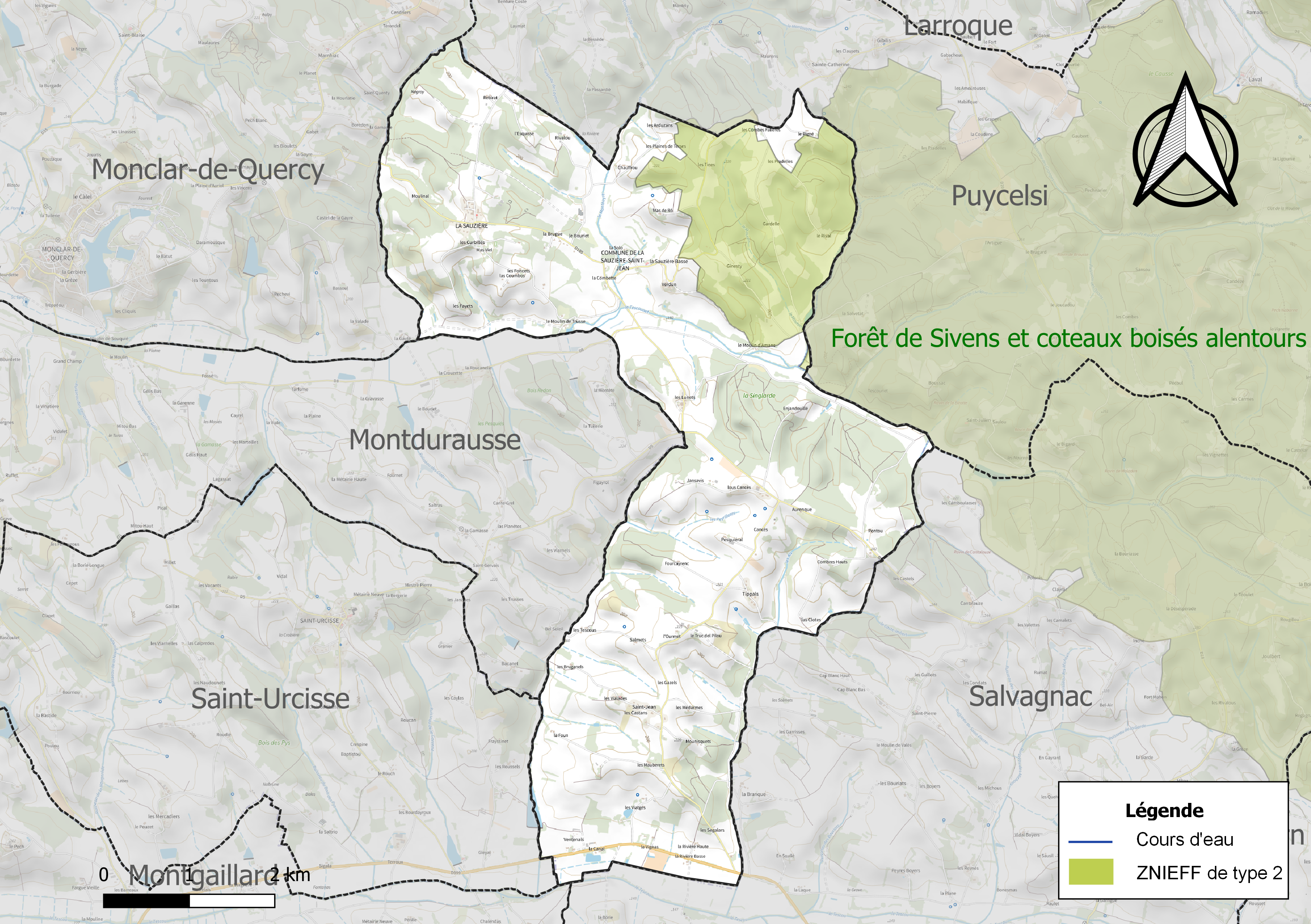
Carte de la ZNIEFF de type 2 localisée sur la commune.

L’inventaire des zones naturelles d'intérêt écologique, faunistique et floristique (ZNIEFF) a pour objectif de réaliser une couverture des zones les plus intéressantes sur le plan écologique, essentiellement dans la perspective d’améliorer la connaissance du patrimoine naturel national et de fournir aux différents décideurs un outil d’aide à la prise en compte de l’environnement dans l’aménagement du territoire.
Une ZNIEFF de type 2 est recensée sur la commune :
la « forêt de Sivens et coteaux boisés alentours [sic] » (5 385 ha), couvrant 5 communes du département.

## Urbanisme

### Typologie
Au 1er janvier 2024, La Sauzière-Saint-Jean est catégorisée commune rurale à habitat très dispersé, selon la nouvelle grille communale de densité à sept niveaux définie par l'Insee en 2022.
Elle est située hors unité urbaine et hors attraction des villes,.

### Occupation des sols
L'occupation des sols de la commune, telle qu'elle ressort de la base de données européenne d’occupation biophysique des sols Corine Land Cover (CLC), est marquée par l'importance des territoires agricoles (65,9 % en 2018), une proportion sensiblement équivalente à celle de 1990 (66,1 %). La répartition détaillée en 2018 est la suivante : 
forêts (34,1 %), terres arables (33,2 %), prairies (17,8 %), zones agricoles hétérogènes (14,9 %). L'évolution de l’occupation des sols de la commune et de ses infrastructures peut être observée sur les différentes représentations cartographiques du territoire : la carte de Cassini (XVIIIe siècle), la carte d'état-major (1820-1866) et les cartes ou photos aériennes de l'IGN pour la période actuelle (1950 à aujourd'hui).

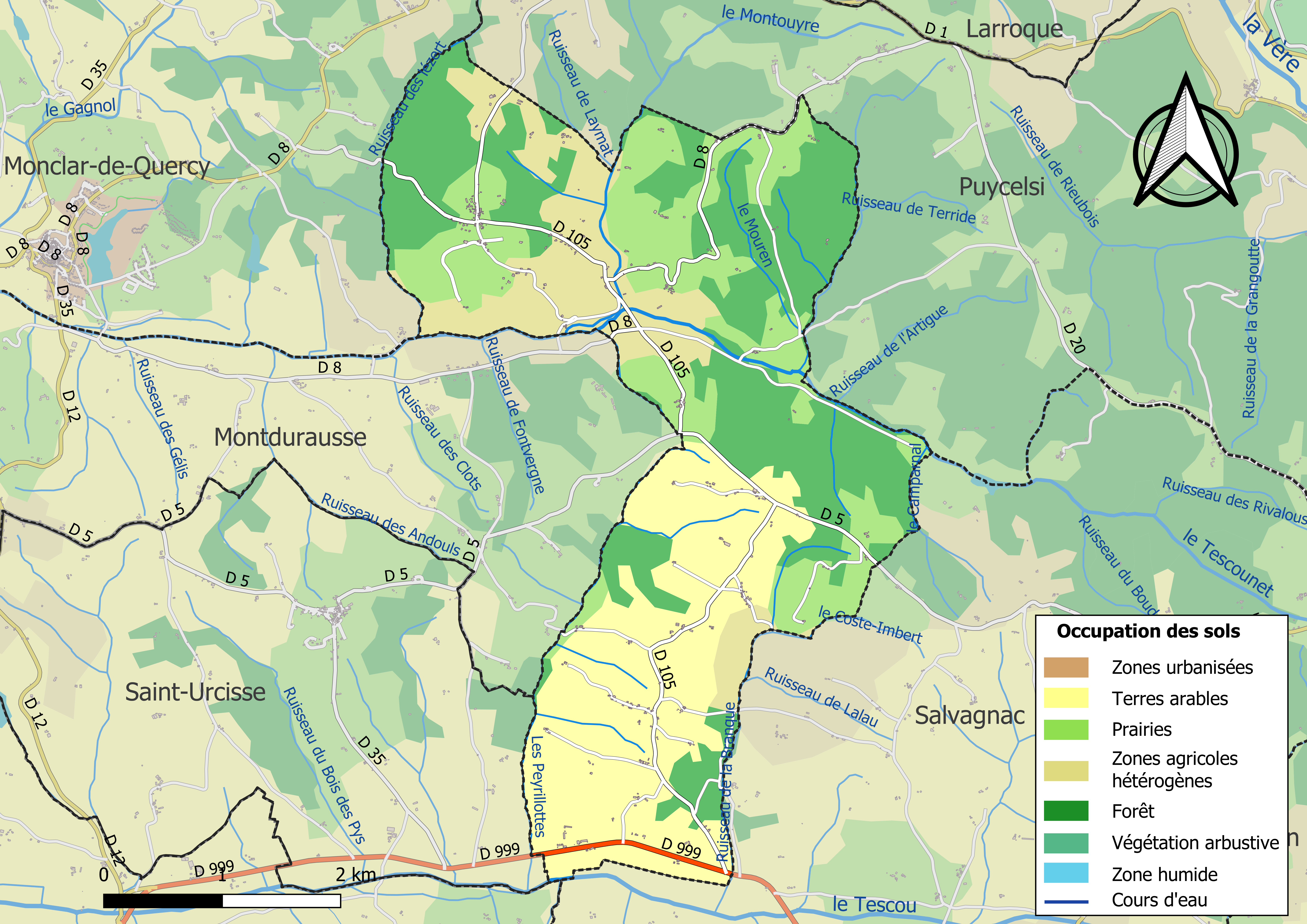
Carte des infrastructures et de l'occupation des sols de la commune en 2018 (CLC).

### Voies de communication et transports
Accès par la route départementale D 999 qui relie  Gaillac à Montauban.

### Risques majeurs
Le territoire de la commune de La Sauzière-Saint-Jean est vulnérable à différents aléas naturels : météorologiques (tempête, orage, neige, grand froid, canicule ou sécheresse), inondations, mouvements de terrains et séisme (sismicité très faible). Il est également exposé à un risque technologique,  le transport de matières dangereuses. Un site publié par le BRGM permet d'évaluer simplement et rapidement les risques d'un bien localisé soit par son adresse soit par le numéro de sa parcelle.

#### Risques naturels
Certaines parties du territoire communal sont susceptibles d’être affectées par le risque d’inondation par débordement de cours d'eau, notamment le Tescou et le Tescounet. La cartographie des zones inondables en ex-Midi-Pyrénées réalisée dans le cadre du XIe Contrat de plan État-région, visant à informer les citoyens et les décideurs sur le risque d’inondation, est accessible sur le site de la DREAL Occitanie. La commune a été reconnue en état de catastrophe naturelle au titre des dommages causés par les inondations et coulées de boue survenues en 1982,.
La Sauzière-Saint-Jean est exposée au risque de feu de forêt. En 2022, il n'existe pas de Plan de Prévention des Risques incendie de forêt (PPRif). Le débroussaillement aux abords des maisons constitue l’une des meilleures protections pour les particuliers contre le feu,.

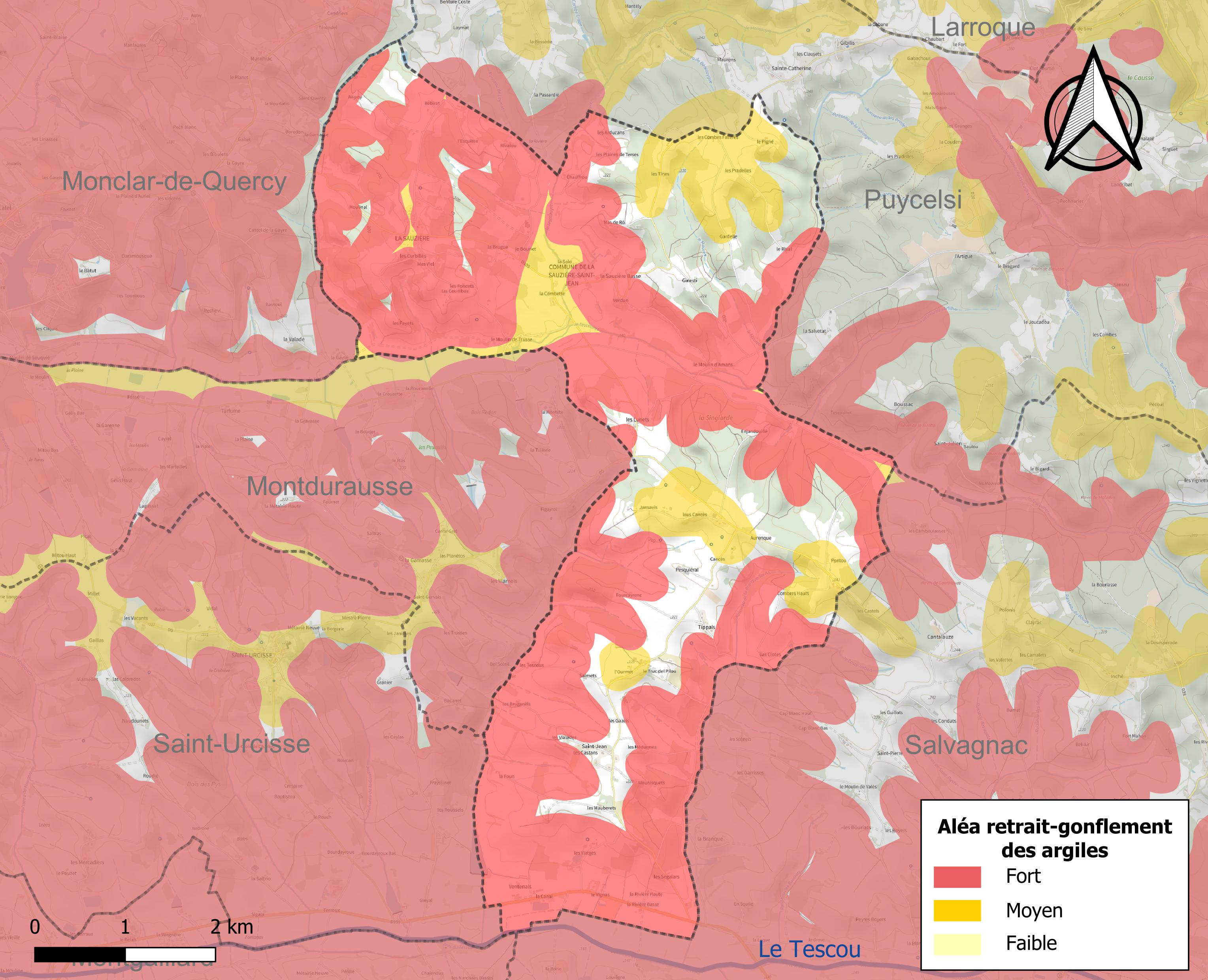
Carte des zones d'aléa retrait-gonflement des sols argileux de La Sauzière-Saint-Jean.

La commune est vulnérable au risque de mouvements de terrains constitué principalement du retrait-gonflement des sols argileux. Cet aléa est susceptible d'engendrer des dommages importants aux bâtiments en cas d’alternance de périodes de sécheresse et de pluie. 79,1 % de la superficie communale est en aléa moyen ou fort (76,3 % au niveau départemental et 48,5 % au niveau national). Sur les 144 bâtiments dénombrés sur la commune en 2019, 118 sont en aléa moyen ou fort, soit 82 %, à comparer aux 90 % au niveau départemental et 54 % au niveau national. Une cartographie de l'exposition du territoire national au retrait gonflement des sols argileux est disponible sur le site du BRGM,.
Par ailleurs, afin de mieux appréhender le risque d’affaissement de terrain, l'inventaire national des cavités souterraines permet de localiser celles situées sur la commune.

#### Risques technologiques
Le risque de transport de matières dangereuses sur la commune est lié à sa traversée par des infrastructures routières ou ferroviaires importantes ou la présence d'une canalisation de transport d'hydrocarbures. Un accident se produisant sur de telles infrastructures est susceptible d’avoir des effets graves sur les biens, les personnes ou l'environnement, selon la nature du matériau transporté. Des dispositions d’urbanisme peuvent être préconisées en conséquence.

## Toponymie
La commune était dénommée Lasclottes avant de prendre son nom actuel en 1903.

## Héraldique
| Blason de La Sauzière-Saint-Jean | Blason  | Taillé: au 1er d'or au papillon d'argent volant en bande, au 2e de gueules à deux maisons d'argent, essorées du champ et rangées en fasce. |
| Blason de La Sauzière-Saint-Jean | Détails | Le statut officiel du blason reste à déterminer.                                                                                           |

## Politique et administration

### Rattachements administratifs et électoraux
Commune faisant partie de la communauté de communes Vère-Grésigne - Pays Salvagnacois et du canton de Vignobles et Bastides (avant le redécoupage départemental de 2014, La Sauzière-Saint-Jean faisait partie de l'ex-canton de Salvagnac). Montgaillard faisait aussi partie de la communauté de communes du Pays Salvagnacois jusqu'en 2014.

### Liste des maires
| Période                                  | Période  | Identité        | Étiquette | Qualité |
| ---------------------------------------- | -------- | --------------- | --------- | ------- |
| Les données manquantes sont à compléter. |          |                 |           |         |
| mars 2001                                | En cours | Francis Pradier |           |         |

## Population et société

### Démographie
| 1793 | 1800 | 1806 | 1821 | 1831 | 1836 | 1841 | 1846 | 1851 |
| ---- | ---- | ---- | ---- | ---- | ---- | ---- | ---- | ---- |
| 471  | 468  | 509  | 578  | 650  | 694  | 737  | 789  | 754  |

| 1856 | 1861 | 1866 | 1872 | 1876 | 1881 | 1886 | 1891 | 1896 |
| ---- | ---- | ---- | ---- | ---- | ---- | ---- | ---- | ---- |
| 728  | 706  | 733  | 732  | 690  | 681  | 654  | 616  | 565  |

| 1901 | 1906 | 1911 | 1921 | 1926 | 1931 | 1936 | 1946 | 1954 |
| ---- | ---- | ---- | ---- | ---- | ---- | ---- | ---- | ---- |
| 553  | 506  | 470  | 384  | 352  | 349  | 354  | 395  | 345  |

| 1962 | 1968 | 1975 | 1982 | 1990 | 1999 | 2004 | 2006 | 2009 |
| ---- | ---- | ---- | ---- | ---- | ---- | ---- | ---- | ---- |
| 302  | 296  | 263  | 241  | 226  | 213  | 214  | 213  | 221  |

| 2014 | 2019 | 2022 | - | - | - | - | - | - |
| ---- | ---- | ---- | - | - | - | - | - | - |
| 266  | 261  | 257  | - | - | - | - | - | - |

### Enseignement
La Sauzière-Saint-Jean fait partie de l'académie de Toulouse.

### Culture et festivité
Groupe de majorettes, Les Émeraudes du Pays salvagnacois.

## Économie

### Revenus
En 2018, la commune compte 119 ménages fiscaux, regroupant 262 personnes. La médiane du revenu disponible par unité de consommation est de 18 370 € (20 400 € dans le département).

### Emploi
|                | 2008  | 2013   | 2018   |
| -------------- | ----- | ------ | ------ |
| Commune        | 7,9 % | 11,8 % | 12,6 % |
| Département    | 8,2 % | 9,9 %  | 10 %   |
| France entière | 8,3 % | 10 %   | 10 %   |

En 2018, la population âgée de 15 à 64 ans s'élève à 153 personnes, parmi lesquelles on compte 79,5 % d'actifs (66,9 % ayant un emploi et 12,6 % de chômeurs) et 20,5 % d'inactifs,. En  2018, le taux de chômage communal (au sens du recensement) des 15-64 ans est supérieur à celui du département et de la France, alors qu'en 2008 la situation était inverse.
La commune est hors attraction des villes,. Elle compte 22 emplois en 2018, contre 19 en 2013 et 21 en 2008. Le nombre d'actifs ayant un emploi résidant dans la commune est de 104, soit un indicateur de concentration d'emploi de 21,3 % et un taux d'activité parmi les 15 ans ou plus de 56,5 %.
Sur ces 104 actifs de 15 ans ou plus ayant un emploi, 21 travaillent dans la commune, soit 20 % des habitants. Pour se rendre au travail, 86,4 % des habitants utilisent un véhicule personnel ou de fonction à quatre roues, 1 % les transports en commun, 2,9 % s'y rendent en deux-roues, à vélo ou à pied et 9,7 % n'ont pas besoin de transport (travail au domicile).

### Activités hors agriculture
17 établissements sont implantés  à la Sauzière-Saint-Jean au 31 décembre 2019.
Le secteur de l'administration publique, l'enseignement, la santé humaine et l'action sociale est prépondérant sur la commune puisqu'il représente 29,4 % du nombre total d'établissements de la commune (5 sur les 17 entreprises implantées  à la La Sauzière-Saint-Jean), contre 15,5 % au niveau départemental.

### Agriculture
La commune est dans les « Coteaux Molassiques », une petite région agricole située dans l'ouest du département du Tarn. Au milieu des plaines alluviales, ces coteaux offrent une terre fertile riche en sable et argile. Les nombreux châtaigniers et chênes qui y poussent spontanément côtoient de vastes zones agricoles céréalières. En 2020, l'orientation technico-économique de l'agriculture  sur la commune est la polyculture et/ou le polyélevage. 
|               | 1988  | 2000 | 2010 | 2020 |
| ------------- | ----- | ---- | ---- | ---- |
| Exploitations | 42    | 28   | 17   | 13   |
| SAU (ha)      | 1 059 | 884  | 728  | 606  |

Le nombre d'exploitations agricoles en activité et ayant leur siège dans la commune est passé de 42 lors du recensement agricole de 1988  à 28 en 2000 puis à 17 en 2010 et enfin à 13 en 2020, soit une baisse de 69 % en 32 ans. Le même mouvement est observé à l'échelle du département qui a perdu pendant cette période 58 % de ses exploitations,. La surface agricole utilisée sur la commune a également diminué, passant de 1 059 ha en 1988 à 606 ha en 2020. Parallèlement la surface agricole utilisée moyenne par exploitation a augmenté, passant de 25 à 47 ha.

## Culture locale et patrimoine

### Lieux et monuments
- Église Saint-Georges de La Sauzière-Saint-Jean.
- Église Saint-Jean de Sénespe des Vialades.

### Personnalités liées à la commune
- Gérard Viard

## Pour approfondir